# Oraciones de Jesús

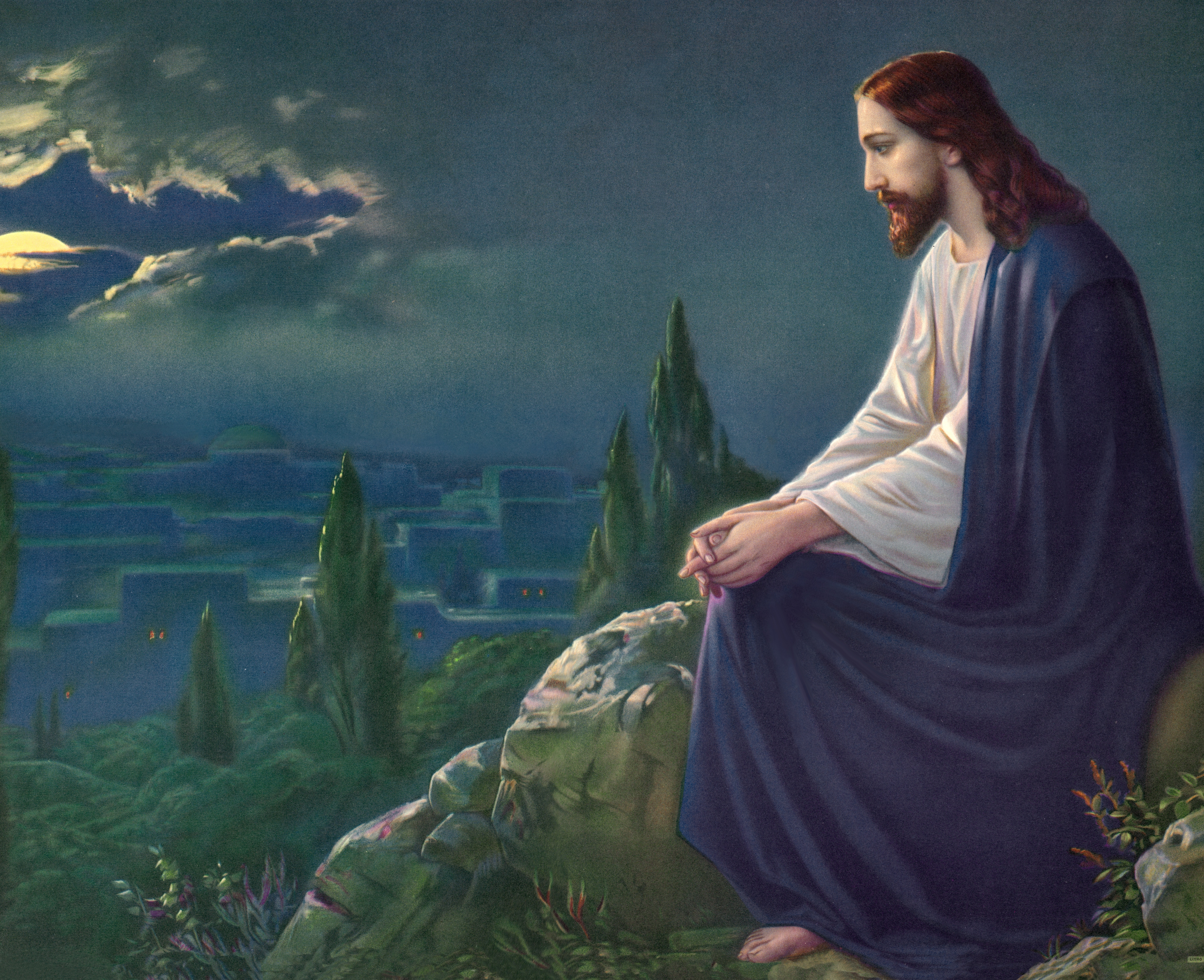
Cristo en el Monte de los Olivos, por Josef Untersberger

Hay varias veces en las que los evangelios canónicos describen a Jesucristo rezando a Dios, su Padre.

## Oraciones documentadas
Los evangelios registran palabras que Jesús pronunció en oración. A continuación se muestran cada una de ellas seguidas de los comentarios que la Iglesia católica hace al respecto.
- Dando gracias a Dios por su revelación (Mateo 11:25, Lucas 10:21)

En aquella ocasión Jesús declaró: —Yo te alabo, Padre, Señor del cielo y de la tierra, porque has ocultado estas cosas a los sabios y prudentes y las has revelado a los pequeños. Sí, Padre, porque así te ha parecido bien. Todo me ha sido entregado por mi Padre, y nadie conoce al Hijo sino el Padre, ni nadie conoce al Padre sino el Hijo y aquel a quien el Hijo quiera revelarlo.

- Antes de la resurrección de Lázaro (Juan 11:41-42)

Retiraron entonces la piedra. Jesús, alzando los ojos hacia lo alto, dijo: —Padre, te doy gracias porque me has escuchado. Yo sabía que siempre me escuchas, pero lo he dicho por la muchedumbre que está alrededor, para que crean que Tú me enviaste.

- Jesús anuncia su glorificación mediante su muerte (Juan 12; 27-32)

«Ahora mi alma está turbada; y ¿qué voy a decir?»: «¿Padre, líbrame de esta hora?» ¡Pero si para esto he venido a esta hora! ¡Padre, glorifica tu nombre! Entonces vino una voz del cielo: —Lo he glorificado y de nuevo lo glorificaré. La multitud que estaba presente y la oyó decía que había sido un trueno. Otros decían: —Le ha hablado un ángel. Jesús respondió: —Esta voz no ha venido por mí, sino por vosotros. Ahora es el juicio de este mundo, ahora el príncipe de este mundo va a ser arrojado fuera. Y yo, cuando sea levantado de la tierra, atraeré a todos hacia mí.

- Oración sacerdotal de Jesús (Juan 17; 1-26)

Jesús, después de pronunciar estas palabras, elevó sus ojos al cielo y dijo: —Padre, ha llegado la hora. Glorifica a tu Hijo para que tu Hijo te glorifique; ya que le diste potestad sobre toda carne, que él dé vida eterna a todos los que Tú le has dado. Ésta es la vida eterna: que te conozcan a Ti, el único Dios verdadero, y a Jesucristo, a quien Tú has enviado. Yo te he glorificado en la tierra: he terminado la obra que Tú me has encomendado que hiciera. Ahora, Padre, glorifícame Tú a tu lado con la gloria que tuve junto a Ti antes de que el mundo existiera. He manifestado tu nombre a los que me diste del mundo. Tuyos eran, Tú me los confiaste y ellos han guardado tu palabra. Ahora han conocido que todo lo que me has dado proviene de Ti, porque las palabras que me diste se las he dado, y ellos las han recibido y han conocido verdaderamente que yo salí de Ti, y han creído que Tú me enviaste. Yo ruego por ellos; no ruego por el mundo sino por los que me has dado, porque son tuyos. Todo lo mío es tuyo, y lo tuyo mío, y he sido glorificado en ellos.  Ya no estoy en el mundo, pero ellos están en el mundo y yo voy a Ti. Padre Santo, guarda en tu nombre a aquellos que me has dado, para que sean uno como nosotros. Cuando estaba con ellos yo los guardaba en tu nombre. He guardado a los que me diste y ninguno de ellos se ha perdido, excepto el hijo de la perdición, para que se cumpliera la Escritura. Pero ahora voy a Ti y digo estas cosas en el mundo, para que tengan mi alegría completa en sí mismos.» Yo les he dado tu palabra, y el mundo los ha odiado porque no son del mundo, lo mismo que yo no soy del mundo. No pido que los saques del mundo, sino que los guardes del Maligno. No son del mundo lo mismo que yo no soy del mundo. Santifícalos en la verdad: tu palabra es la verdad. Lo mismo que Tú me enviaste al mundo, así los he enviado yo al mundo. Por ellos yo me santifico, para que también ellos sean santificados en la verdad.» No ruego sólo por éstos, sino por los que van a creer en mí por su palabra: que todos sean uno; como Tú, Padre, en mí y yo en Ti, que así ellos estén en nosotros, para que el mundo crea que Tú me has enviado. Yo les he dado la gloria que Tú me diste, para que sean uno como nosotros somos uno. Yo en ellos y Tú en mí, para que sean consumados en la unidad, y conozca el mundo que Tú me has enviado y los has amado como me amaste a mí. Padre, quiero que donde yo estoy también estén conmigo los que Tú me has confiado, para que vean mi gloria, la que me has dado porque me amaste antes de la creación del mundo. Padre justo, el mundo no te conoció; pero yo te conocí, y éstos han conocido que Tú me enviaste. Les he dado a conocer tu nombre y lo daré a conocer, para que el amor con que Tú me amaste esté en ellos y yo en ellos.

- Tres Tres oraciones en el Huerto de Getsemaní

Inmediatamente después de la Última Cena, Jesús se va a orar a un lugar identificado por Mateo y Marcos como el huerto de Getsemaní y por Lucas como Monte de los Olivos.

Según el Evangelio de Mateo, fue acompañado por los apóstoles Pedro, Juan y Santiago, a quienes pidió que oraran con él. Se separó "un poco hacia adelante" y, sintiendo una angustia y una tristeza agobiantes, rogó: 
"Padre mío, si es posible, pase de mí esta copa; pero no sea como yo quiero, sino como tú quieres". Buscó apoyo en sus discípulos, pero estos se habían dormido. Jesús dijo: " ¿Así que no habéis podido velar conmigo una hora? Velad y orad, para que no entréis en tentación; el espíritu a la verdad está dispuesto, pero la carne es débil". 
Entonces se alejó de nuevo y dijo: 
"Padre mío, si no puede pasar de mí esta copa sin que yo la beba, hágase tu voluntad." 
Viendo a los discípulos todavía dormidos, repitió esta oración por segunda vez. Finalmente, volvió cerca de donde estaban y les dijo: 
"Dormid ya, y descansad. He aquí ha llegado la hora, y el Hijo del Hombre es entregado en manos de pecadores. Levantaos, vamos; ved, se acerca el que me entrega"
El Evangelio de Lucas añade que, mientras Jesús oraba, "se le apareció un ángel del cielo que lo confortaba" y que, "pleno de angustia, su sudor parecía como gotas de sangre que cayeran hasta tierra."
Este episodio es seguido por el de la traición de Judas y el arresto de Jesús por parte del Sanedrín.
- Las Siete Palabras:

1. «Padre, perdónalos, porque no saben lo que hacen». - Pater dimitte illis, non enim sciunt, quid faciunt (Lucas, 23: 34).
2. «Yo te aseguro que hoy estarás conmigo en el paraíso». - Amen dico tibi hodie mecum eris in paradiso (Lucas, 23: 43).
3. «¡Mujer, ahí tienes a tu hijo! [Luego dijo al discípulo] ¡Ahí tienes a tu madre!». - Mulier ecce filius tuus [...] ecce mater tua (Juan, 19: 26-27).
4. «¡Dios mío, Dios mío!, ¿por qué me has abandonado?». - ¡Elí, Elí! ¿lama sabactani? (Mateo, 27: 46) - Deus meus Deus meus ut quid dereliquisti me (Marcos, 15: 34).
5. «Tengo sed». - Sitio (Juan, 19: 28).
6. «Todo está cumplido». - Consummatum est (Juan, 19: 30).
7. «Padre, en tus manos encomiendo mi espíritu». - Pater in manus tuas commendo spiritum meum (Lucas, 23: 46).

## Otros momentos de Jesús orando
Otras referencias a Jesús orando incluyen:
- En su bautismo (Lucas 3:21)
- Momento de retirarse de las multitudes (Lucas 5:16)
- Después de curar a la gente al atardecer (Marcos 1:35)
- Antes de caminando sobre las aguas (Mateo 14:23, Marcos 6:46, Juan 6:15)
- Antes de elegir a los Doce (Lucas 6:12)
- Antes de la confesión de Pedro   (Lucas; 9:18)
- En la Transfiguración (Lucas 9:29)
- Antes de enseñar a sus discípulos el Padre Nuestro (Lucas 11:1)
- Jesús dice que ha rezado por la fe de san Pedro (Lucas 22:32)

Además de esto, Jesús dio gracias antes de los multiplicación de los panes y los peces, en la Última Cena, y en la cena de Emaús.